# Додекархия

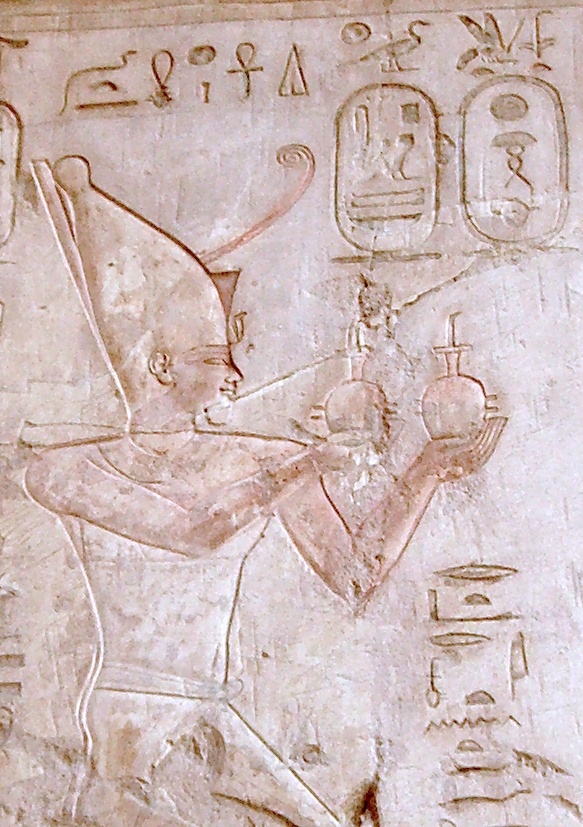
Псамметих I

Додекархия (греч. δωδεκαρχία, «правление двенадцати») — по Геродоту и, вероятно, основывавшемуся на его сочинении Диодору Сицилийскому, время одновременного правления двенадцати царей в Египте в период от изгнания эфиопов до восшествия на престол Псамметиха I (примерно 671—656 годы до н. э.). Оракул предсказал царям, что совершивший в святилище Гефеста возлияние из медной чаши будет властвовать над всем Египтом. Саисец Псамметих нечаянно однажды вместо золотой чаши, использовавшейся для церемонии, употребил свой медный шлем. Его не убили, но лишили большей части земель и изгнали в прибрежные районы, запретив возвращаться. Однако вскоре из-за моря прибыли воинственные ионяне и карийцы. Он нанял их на службу и захватил власть надо всей страной. Так сбылось предсказание другого оракула, сулившего помощь с моря.
Хотя крупицы истины в этой истории присутствуют, сведения Геродота, как это часто бывает, перепутаны до неузнаваемости. На самом деле в период, называемый им Додекархией, главенство в Египте принадлежало ассирийцам: в 671 году до н. э. Асархаддон разгромил войско эфиопского фараона Тахарки и подчинил себе весь Нижний Египет и часть Верхнего. Тахарка укрылся на юге. Пришедший к власти после смерти в 664 году до н. э. своего отца Нехо I царь Саиса Псамметих постепенно захватил контроль над Дельтой, а в 656 году до н. э. победил последнего фараона из эфиопов, Тануатамона, взял Фивы (Египет) и уже в 655 году до н. э. перестал выплачивать Ассирии дань, став самостоятельным правителем. Часто упоминаемое Геродотом святилище Гефеста является главным храмом Пта в Мемфисе, а выстроенный якобы додекархами Лабиринт (он упоминался затем Плинием Старшим и подробно описан Страбоном) — заупокойным храмом при кирпичной пирамиде Аменемхета III в Хаваре.